# Joseph Chatellier
Joseph Chatellier (né le 16 avril 1901 à Aimargues et mort le 20 novembre 1985 dans la même ville) est un homme politique français.
De sensibilités anarchiste puis communiste, il est notamment maire d'Aimargues de 1945 à 1963.

## Biographie
Joseph Jean Chatellier, dit « Le Cuir », appartient dès les années 1920 avec ses frères Aimé et Abel et son père Jean au groupe anarchiste d'Aimargues qui se réunissait alors à la Maison du peuple et comptait une quarantaine de membres. Il est également militant à l'Union anarchiste, et à l’union locale d’Aimargues de la CGTSR.
Son domicile sis rue Jeanne-d'Arc sert en 1934 de boîte aux lettres pour le courrier adressé à Paul Roussenq, et en 1937 pour celui du groupe de Lunel de l’UA.
Au printemps 1936 à une grève des ouvriers agricoles de la région, qui se solde par une victoire.
Le 20 mars 1938, en compagnie des frères Rogati, de Joseph et Vaillant Deschamps, de Marcellin et d'Alphonse Mari, il manifeste contre un rassemblement de la Jeunesse ouvrière chrétienne (JOC) à Aimargues. La rencontre tourne à l'affrontement et en juin, il est condamné à deux mois de prison et 50 francs d'amende par le tribunal correctionnel de Nîmes.
Arrêté par le régime de Vichy pendant la guerre avec les frères Deschamps, Georges Louche, Marcellin Mari et Paul Perrier, il est interné comme détenu politique au camp de Chibron. Il est libéré au début de 1942.
À la fin de la guerre, il est membre avec son frère Jean du comité local de Libération, installé le 23 octobre 1944. Aux élections municipales du 6 mai 1945, à la tête d'une liste communiste, il est élu maire d’Aimargues, succédant ainsi au comité de libération. Il est réélu en 1947, 1953 et 1959. En mars 1963, sur fond de campagne des législatives partielles, voyant s'affronter Gilberte Roca et Jean Poudevigne, il est arrêté pour détournement de fonds, ce qui nuit à l'image de cette première. Suspendu par le préfet du Gard, il voit lui succéder le socialiste Albert Fontanieu au terme d'une élection partielle organisée en décembre.
Le 30 avril 1964, la commune d'Aimargues s'étant constituée partie civile, il est condamné à cinq ans d'emprisonnement pour abus de biens sociaux par la Cour d'assises du Gard, et incarcéré à Nîmes.
C'est sous sa municipalité, de 1947 à 1963, qu'Anaïs Bouïrel est la première femme élue conseillère municipale d'Aimargues,.